# 耳屏
耳屏（英語：tragus）又称耳珠，是外耳耳廓上的一个小突起软骨结构，反向延伸至外耳道口。由于耳屏朝向后方，有助于耳部接受后方的声音信号。相比于前方的声音信号，后方的声音信号在接收上有延迟，这有助于大脑辨别前方和后方的声源。

## 临床
在瘘管诊断试验中，如患者为阳性（即存在从耳部胆脂瘤到内耳迷路的瘘），则在其耳屏或周围加压导致的外淋巴运动可使患者产生眩晕或眼球歪斜/眼球震颤。
外耳畸形的种类里包括在耳屏旁出现副耳。

## 其他物种
耳屏是许多蝙蝠品种的显著特征。作为外耳道口处的结构，耳屏在搜集声波方面扮演重要角色，可协助辨别猎物方位以及导航。与此同时，耳屏的特征可用于辨别蝙蝠种类。

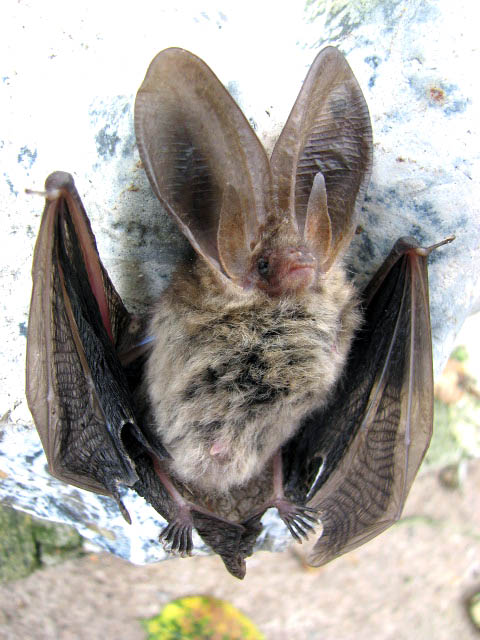
普通长耳蝠的长耳屏
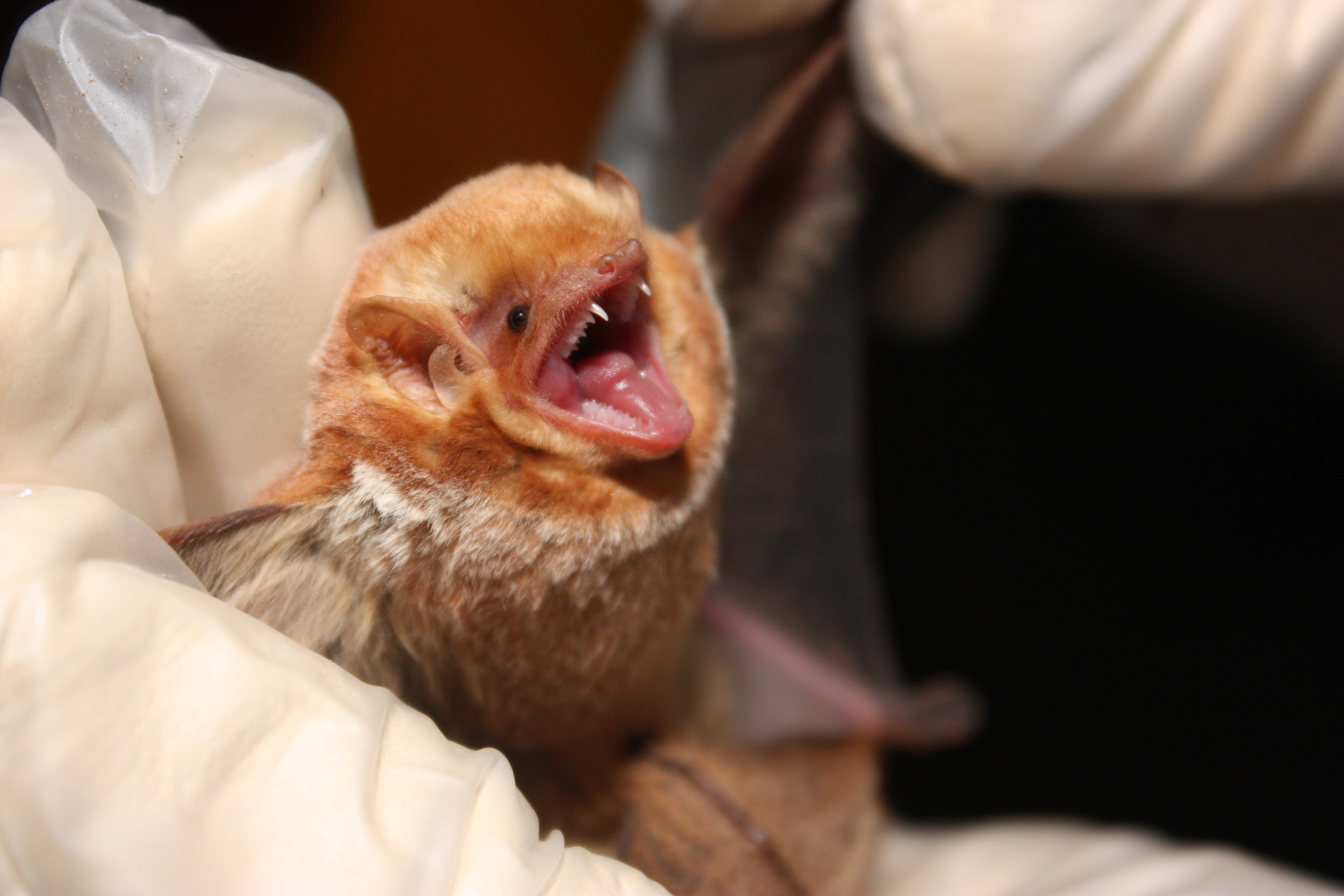
东方红蝙蝠的弯曲耳屏
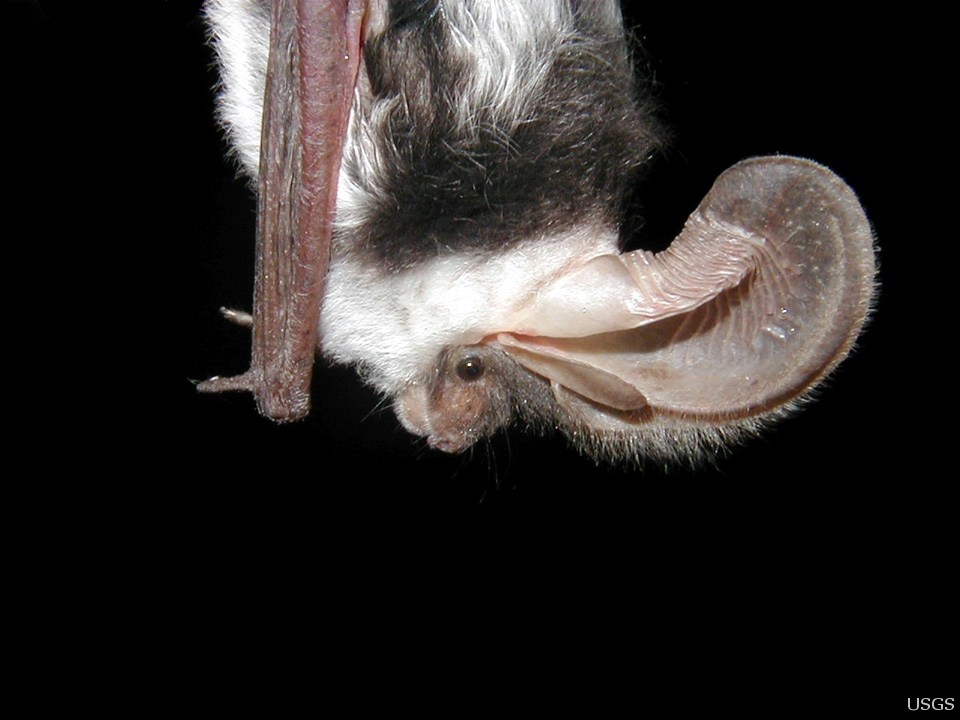
花尾蝠属的钝耳屏